# Теннант, Дороти
Дороти Теннант (англ. Dorothy Tennant; 22 марта 1855 — 5 октября 1926) — английская художница викторианской эпохи.

## Биография
Теннант родилась в Рассел-сквер, Лондон, она вторая дочь Чарльза Теннанта и Гертруды Барбары Рич Кольер. Её сестрой была фотограф Эвелин Теннант Майерс. Она изучала живопись у Эдварда Пойнтера в Школе изящных искусств Феликса Слейда в Лондоне и у Жан-Жака Эннера в Париже. Первую выставку провела в Королевской академии в 1886 году, а затем в Новой галерее и галерее Гросвенор в Лондоне. За пределами Лондона Теннант участвовала в выставках Общества изящных искусств в Глазго, а также на осенних выставках в Ливерпуле и Манчестере.
В 1890 году она вышла замуж за исследователя Африки Генри Мортона Стэнли и стала известна как леди Стэнли. Она отредактировала автобиографию своего мужа, удалив все упоминания о других женщинах в жизни Стэнли.
После смерти Стэнли она вышла замуж в 1907 году за Генри Джонса Кертиса (умер 19 февраля 1944 года), патологоанатома, хирурга и писателя.
Она также была автором и иллюстрировала несколько книг, в их числе книга «Лондонские уличные арабы» в 1890 году

## Галерея

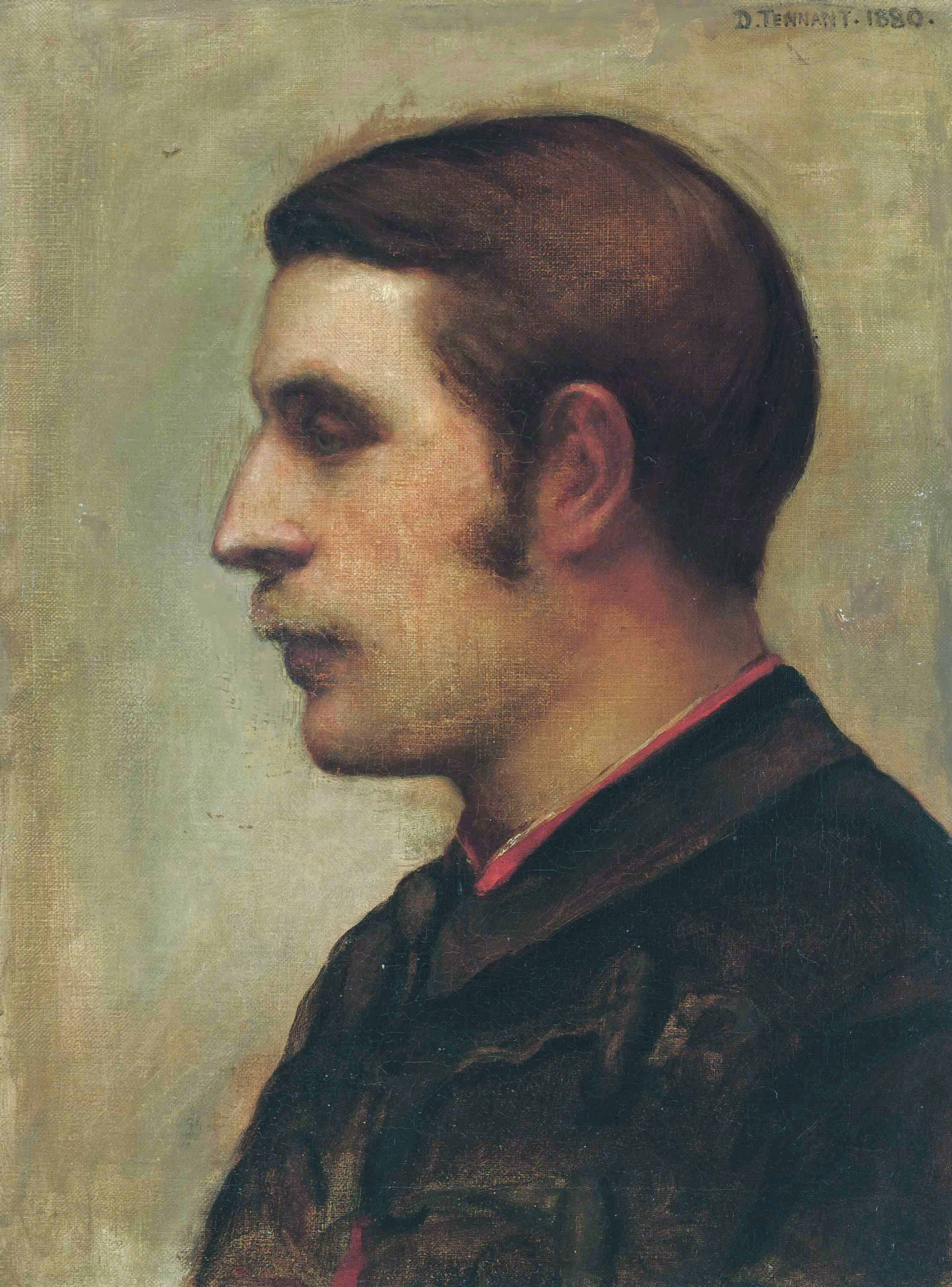
«Лорд Генри Мортон Стэнли», 1880
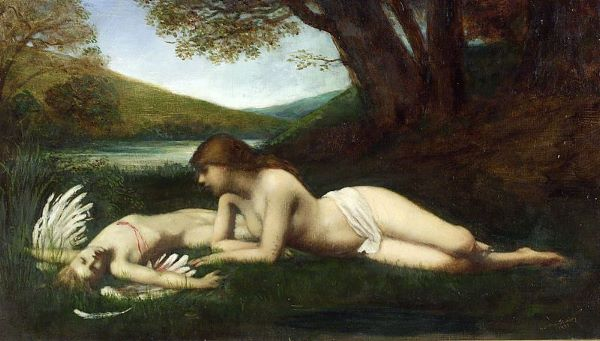
«L’Amour Blessé» 1895
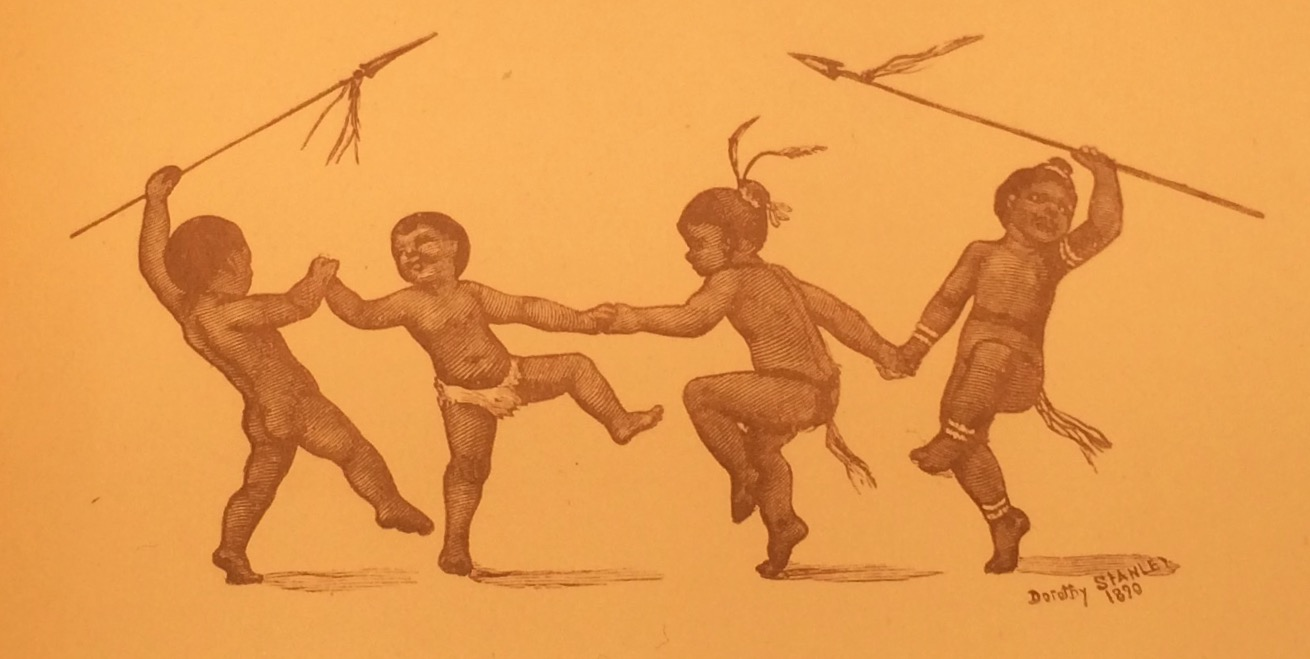
«Эмин-паша и восстание на экваторе» (1890). Иллюстрация на титульном листе книги А.Дж. Монтни-Джефсона